# 尚建
尚建（穆麟德轉寫：Šanggiyan；1606年—1630年），滿洲愛新覺羅氏。清太祖努爾哈赤之孫，努爾哈赤第七子饒餘敏郡王阿巴泰長子。
丙午年（1606年）九月二十六日子時生，母嫡福晉納喇氏男三坦之女。
天聰四年（1630年），尚建逝世。順治十年（1653年），被追封為固山貝子，諡號「賢愨」。尚建有子二人，長子悼愍貝子蘇布圖及次子介潔貝子強度。